# Jesper Wecksell
Jesper "JW" Wecksell, född 23 februari 1995 i Avesta, är en svensk professionell Counter-Strike: Global Offensive-spelare för organisationen EYEBALLERS. Wecksell spelade i Fnatic mellan åren 2013 och 2016 för att sedan tillsammans med två andra lagkamrater byta till organisationen Godsent. 2017 gick han och de andra tillbaka Fnatic för att fortsätta karriären.